# Безансон
Безансо̀н (на френски: Besançon) е град в Източна Франция, главен административен център на департамент Ду и регион Бургундия-Франш Конте. Разположен е около пръстеновиден завой на река Ду на надморска височина 281 m. Население 117 836 души от преброяването през 2007 г.

## История
Безансон съществува още по времето на галите, когато се нарича Весонцион, и е превзет от римския военачалник Гай Юлий Цезар през 58 г. пр. Хр. През ІІ век става седалище на архиепископи, които по-късно придобиват значително влияние в Свещената Римска империя. През 1184 г. получава от император Фридрих I Барбароса статут на свободен имперски град.
През ХІV век Безансон попада под влиянието на херцозите на Бургундия. Заедно с техните владения, той е наследен от Хабсбургите, а по-късно - от техния испански клон. При тяхното управление градът процъфтява и измества Дол като център на Франш Конте. През 1526 г. получава правото да сече монети от името на император Карл V, което продължава да прави до 1673 г.
През втората половина на ХVІІ век Безансон се намира в центъра на споровете между Франция и Испания. Първоначално испанците, а след това французите под ръководството на маршал Себастиан Вобан, използват благоприятното разположение на града и изграждат сложни укрепления, запазени и до 21. век. През 1674 г. Безансон е превзет от френските войски, а с договора от Неймеген (1679 г.) е присъединен към Франция.

## Наука и образование
- Университет Франш Конте (1671 г.)
- Обсерватория

## Личности
- Родени в Безансон
  - Братя Люмиер (Луи - 1864-1948 и Огюст - 1862-1954) - основоположници на киното, сценаристи, режисьори и оператори
  - Франсоа Мари Шарл Фурие (1772-1837), философ
  - Виктор Юго (1802-1885), белетрист, драматург и поет
- Други личности, свързани с Безансон
  - Луи Пастьор (1822-1895) - химик и биолог - завършва средно образование през 1842 г.

## Побратимени градове
- Белско Бяла, Полша
- Бистрица, Румъния
- Дурула, Буркина Фасо
- Емполи, Италия
- Куопио, Финландия
- Ман, Кот д'Ивоар
- Ньошател, Швейцария
- Павия, Италия
- Твер, Русия
- Фрайбург, Германия
- Хадера, Израел
- Хъдърсфийлд, Англия
- Шарлотсвил, Вирджиния, САЩ